# Baie de l'Aventure
La baie de l'Aventure (en anglais : Adventure Bay) est une baie de l'île Bruny au sud-est de la Tasmanie. Découverte en 1773 par Tobias Furneaux, elle est nommée d'après son vaisseau, le HMS Adventure. James Cook explore la région en 1777, tout comme William Bligh en 1788 et 1792, ainsi que le contre-amiral Bruny d'Entrecasteaux, en février 1793 lors de son expédition d'exploration à la recherche de La Pérouse.